# Epithele
Epithele (Pat.) Pat. (bagnówka) – rodzaj grzybów z rodziny żagwiowatych (Polyporaceae). W Polsce występuje jeden gatunek.

## Charakterystyka
Grzyby kortycjoidalne o bazydiokarpie przyrośniętym, rozpostartym, miękkim. Powierzchnia biała do blado żółtawo-białej, gładka do zębatej. System strzępkowy monomityczny, strzępki zazwyczaj ze sprzążkami, cienkościenne, silnie rozgałęzione, z kołkami strzępkowymi. Cystyd brak, czasami występują hyfidy. Podstawki maczugowate, czasami lekko zwężone. Bazydiospory wrzecionowate lub elipsoidalne, cienkościenne lub grubościenne, gładkie do szorstkich, nieamyloidalne, lekko cyjanofilne.
Epithele charakteryzuje się hymenoforem zębatym, utworzonym przez strzępki z kołkami strzępkowymi i duże, wrzecionowate bazydiospory. Budową hymenium przypomina Grammothele.

## Systematyka i nazewnictwo
Pozycja w klasyfikacji według Index Fungorum: Polyporaceae, Polyporales, Incertae sedis, Agaricomycetes, Agaricomycotina, Basidiomycota, Fungi.
Synonim naukowy: Hypochnus sect. Epithele Pat.
Biologiczne nazewnictwo zwyczajowe nadał Władysław Wojewoda w 2003 r.
Niektóre gatunki:
- Epithele bambusina Rick 1959
- Epithele bisterigmata Boidin, Gilles & Duhem 2000
- Epithele citrispora Boidin, Lanq. & Gilles 1983
- Epithele cylindricosterigmata Han C. Wang & Sheng H. Wu 2010
- Epithele efibulata Boidin, Lanq. & Gilles 1983
- Epithele fasciculata (G. Cunn.) Boidin & Gilles 1986
- Epithele fulva G. Cunn. 1956
- Epithele typhae (Pers.) Pat. 1900 – bagnówka pałkowa

Wykaz gatunków i nazwy naukowe na podstawie Index Fungorum. Nazwy polskie według Władysława Wojewody.